# Zlatý věk

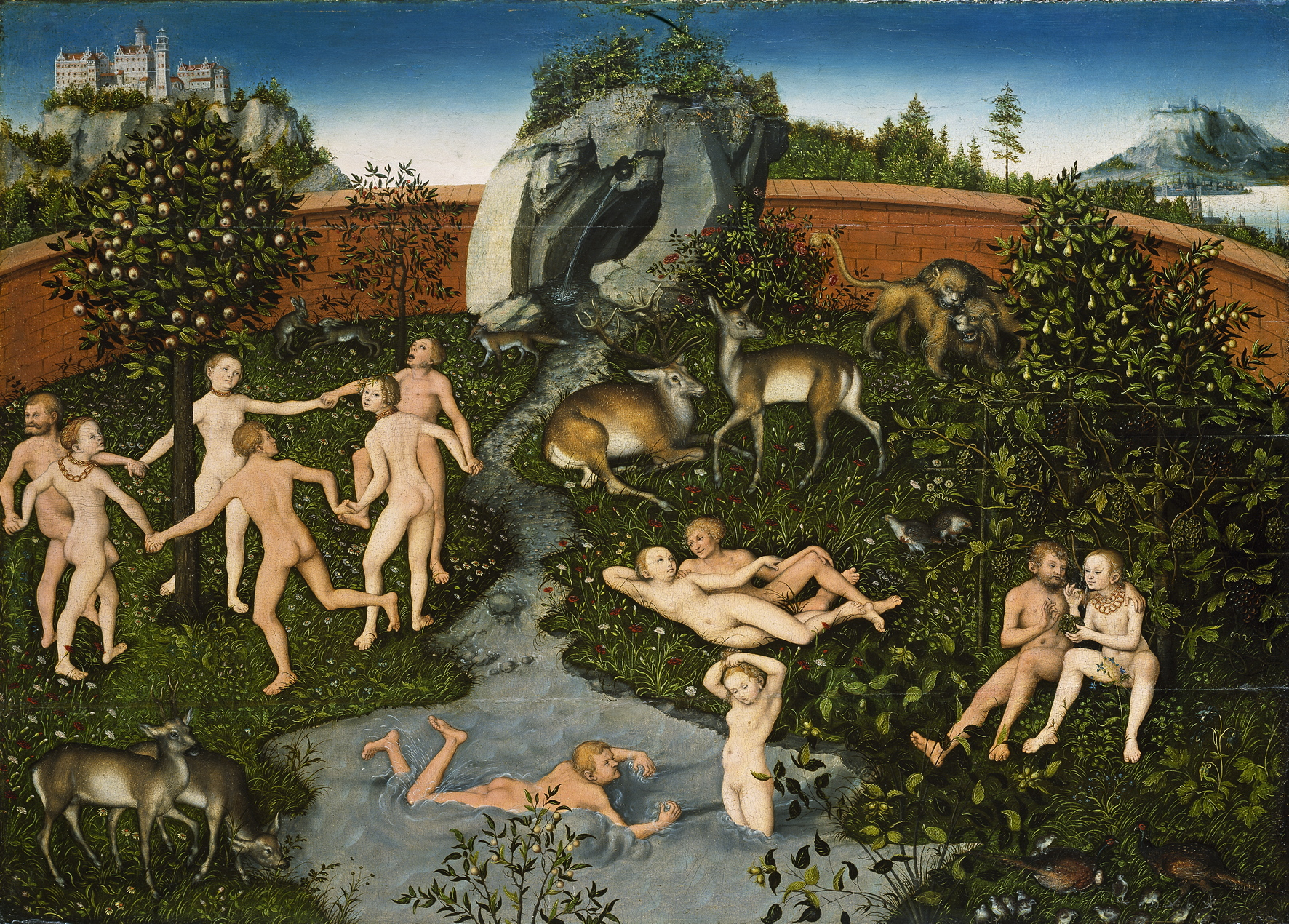
L. Cranach starší: Zlatý věk (1530)

Zlatý věk znamená bájné období blaženosti a nevinnosti na počátku lidstva, kdy lidé nepracovali, nestárli, neubližovali si navzájem a ničím netrpěli. V přeneseném smyslu znamená období největšího rozkvětu například umění nebo literatury („zlatý věk české hudby“).

## Řecká a římská mytologie
Klasickou podobu báje o Zlatém věku zaznamenali řečtí a latinští antičtí básníci, vyskytuje se však i v mnoha jiných kulturách, zejména Blízkého i Dálného východu. Podle řeckého básníka Hésioda (kolem 800 př. n. l.) bylo na počátku „zlaté pokolení lidí“, kteří „žili jako bozi / bezstarostné srdce v těle / bez roboty, bez trampoty“. „... bylo všeho / bylo nazbyt, nezorána / nesla plodonosná země / žeň bohatou, nelakomou; / oni v pokoji, když chtěli, / přikládali ruku k dílu / v nepřeberném blahobytě / požehnáni stády bravu / příjemní blaženým bohům.“
Když tito blažení lidé zemřeli a stali se nebeskými daimony, následovaly další věky, horší a horší: vzpurné stříbrné pokolení, po něm bronzoví obři, kteří se navzájem vyhubili, pak lepší pokolení homérských hrdinů a nakonec páté „železné plemeno“, na něž si básník naříká, že měl raději dříve zemřít, anebo se později narodit.
Platón v dialogu „Politikos“ charakterizuje první pokolení tím, že lidé nemuseli pracovat, nepotřebovali oděv ani střechu, hovořili se zvířaty a neznali války. Básník Aratos ze Soloi naopak předpokládá zemědělství, ne však zabíjení zvířat. Podle římského básníka Vergilia (29 př. n. l.) teprve Jupiter přinutil lidi pracovat, aby nezlenivěli a museli se snažit: „Rolník neoral zem, než Jupiter nastoupil vládu, / nikdo si označit půdu ni mezí oddělit nesměl, / neboť společný byl z ní výtěžek, svobodná půda / všecko jim dávala sama, ač nikdo ji nežádal o to.“ Velmi podobné schéma po sobě jdoucích „věků“ nebo „pokolení“ najdeme u Ovidia, pro něhož „zlatý věk“ skončil ve chvíli, kdy si lidé postavili lodi a začali se plavit po moři.

## Dálný východ
Indická mytologie mluví o čtyřech epochách (juga), které se odlišují barvou a souvisejí se čtyřmi velkými planetami. Jugy následují v pevném pořadí po sobě a cyklus se opakuje. Mahábhárata (8. stol př. n. l. – 4. stol. n. l.) charakterizuje „první a dokonalý věk“ (Krita juga) tím, že lidé nemuseli pracovat a neobchodovali, neznali nemoci, nenávist ani strach a všichni mohli dosáhnout blaženosti. Obdobné představy o Zlatém věku zná i čínská kultura, která jej však spojovala s obdobím dynastií Chan, Tchang a Ming.

## Bible
Na počátku hebrejské Bible je známý příběh o zahradě Eden (Gn 2,4-3,10), patrně inspirovaný jinými kulturami Blízkého východu, který však přináší i nové prvky. Svět je stvořen kvůli člověku, je mu svěřen do rukou a může ho užívat, musí však respektovat zákaz „stromu poznání“. „Zlatý věk“ nekončí nějakou kosmickou událostí, nýbrž tím, že člověk zákaz porušil. Teprve od této chvíle je smrtelný, musí pracovat a v bolestech rodit.
Ještě radikálnější změnu přinášejí bibličtí proroci: „Zlatý věk“ není na začátku, ale čeká Izrael na konci věků. „Já stvořím nová nebesa a novou zemi. Věci minulé nebudou připomínány.“ (Iz 65,17) – „Vymýtím ze země luk, meč i válku.“ (Oz 2,20) – „I překují své meče na radlice a svá kopí na vinařské nože.“ (Mi 4,3) – „Vlk bude pobývat s beránkem, levhart s kůzletem odpočívat. (...) Kojenec si bude hrát nad děrou zmije.“ (Iz 11, 6.8).
Z těchto obrazů vychází očekávání Mesiáše, na něž pak navázalo křesťanství: Zlatý věk na počátku lidstva se člověka zdaleka netýká tolik jako zaslíbené Boží království, které je třeba připravovat, ale v něž může každý křesťan doufat. Tímto obrácením pozornosti od minulého k budoucímu a očekávanému se člověk jistě nevyvazuje z různých osudů, přestává však na nich záviset a může se dokonce sám přičinit o uskutečnění své naděje. Tím přechází Zlatý věk v eschatologické očekávání, případně milenarismus a nakonec se tak připravuje i cesta k utopii.

## Religionistické hodnocení
Mircea Eliade ukázal, že představa „zlatého“ počátku a následujícího úpadku tvoří jedno z nejběžnějších výkladových schémat pro postavení člověka na světě. V usedlých a organizovaných společnostech zakládá jednak autoritu předků a starších, kteří stojí blíže k „počátku“ a jsou tedy nezměnitelnými vzory. Na druhé straně z ní plyne povinnost žijících, aby se pravidelně postarali o odstranění všeho, co se během roku změnilo, a snažili se tak vrátit blíže k počátku – podobně jako se každoročně obnovuje i příroda.
Hebrejská myšlenka naděje, víry a očekávání přislíbeného vysvobození „na konci věků“ především zhodnocuje dějiny, které nejsou jen stálým úpadkem, nýbrž naopak cestou k cíli. Staví člověka před úplně jiné povinnosti a dává mu naději v něco, co na světě ještě nikdy nebylo. Tím dostaly západní dějiny svoji jedinečnou dynamiku, z níž podle Eliada ovšem plynou také jejich stíny a nebezpečné utopie.